# Alocodon kuehnei
Alocodon kuehnei és el nom donat a una espècie de dinosaure descoberta per Thulbron l'any 1973. Tenia unes dents petites, similars a les dels ornitòpodes, amb solcs verticals. Aquest animal només es coneix a partir d'aquestes dents i sovint es considera nomen dubium.
Primer es va pensar que es tractava d'un hipsilofodòntid, però Paul Sereno, l'any 1991, va considerar a A. kuehnei com un ornitisqui incertae sedis. Altres estudis indiquen que aquesta espècie és un probable tireòfors.
Aquesta espècie de dinosaure va viure al Juràssic mitjà en el que avui en dia és Portugal.